# Agelenella pusilla
Agelenella pusilla is een spinnensoort uit de familie van de trechterspinnen (Agelenidae).
De wetenschappelijke naam van de soort werd in 1903 als Agelena pusilla gepubliceerd door Reginald Innes Pocock.